# 和解教堂 (德累斯顿)

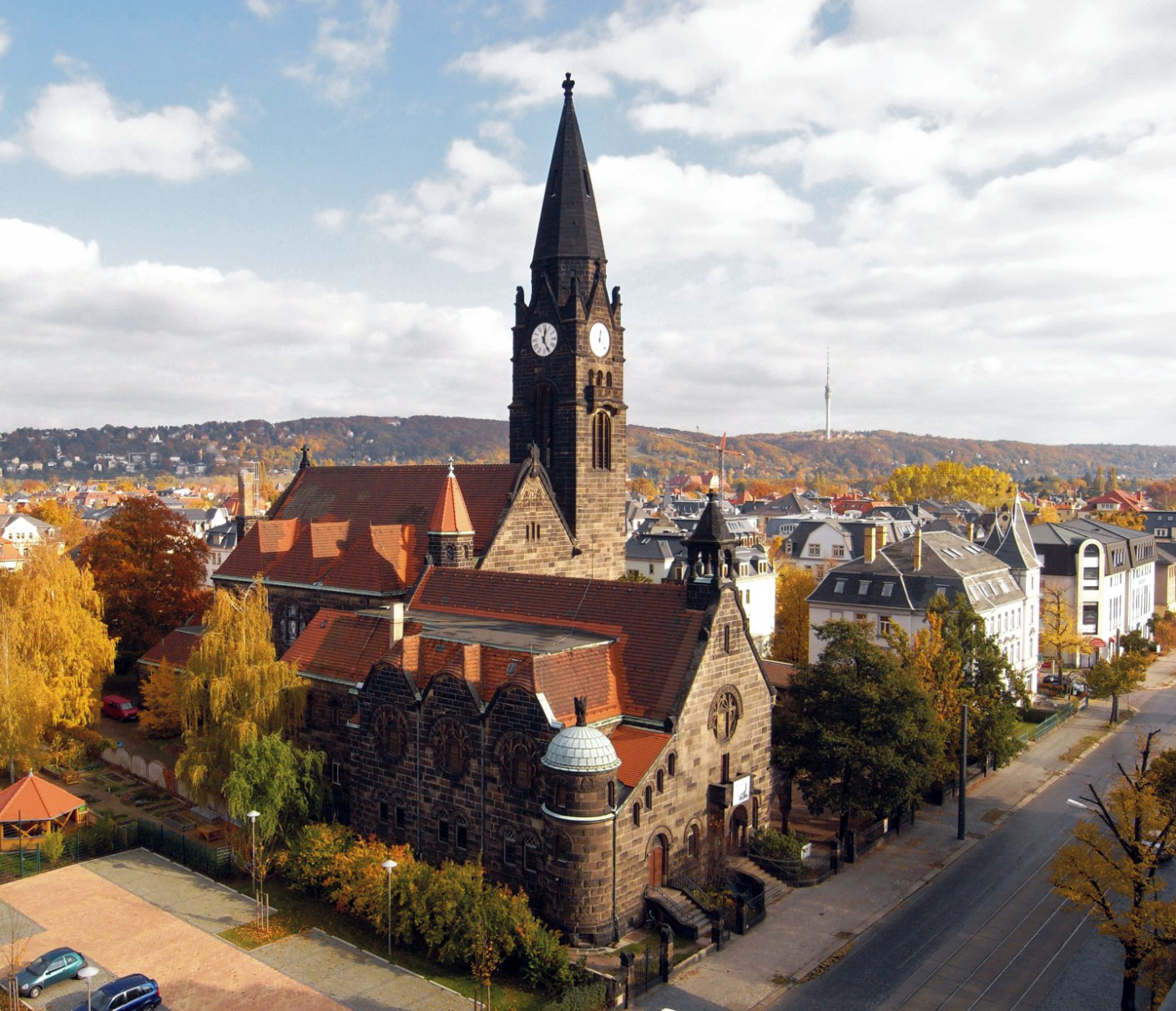
和解教堂

和解教堂（德語：Versöhnungskirche）是德国东部城市德累斯顿的一个路德宗教堂，位于尚道街（Schandauerstraße） / 维滕贝格街（Wittenberger straße）。